# Coliseu Micaelense
O Coliseu Micaelense localiza-se na cidade e concelho de Ponta Delgada, na ilha de São Miguel, nos Açores.

## História
Este teatro foi erguido por iniciativa de um grupo de micaelenses presidido pelo Dr. José Maria Raposo do Amaral, com projeto do arquiteto António Ayala Sanches, sendo inaugurado a 10 de maio de 1917 com o nome de Coliseu Avenida. Teve em Pedro de Lima Araújo um dos seus mais persistentes dinamizadores. Foi uma das primeiras obras da arquitectura do ferro a serem edificadas em Portugal.
| “ | Grandiosa obra, cheia de modernidade, de elegância, de gosto, de arte, apta a honrar qualquer meio já de si sumptuoso. (...) Cheio de imponência, majestoso e leve ao mesmo tempo, é um dos grandes interiores destinados a espetáculos públicos mais gracioso e poderosamente bem impressionantes. | ” |

Em 1950 a casa foi adquirida pela Companhia de Navegação Carregadores Açorianos, então dirigida pelo Dr. Francisco Luís Tavares, que acabara de construir o Teatro Micaelense. O Coliseu passou então a designar-se Coliseu Micaelense.
Posteriormente integrou a Cinaçor, da Fundação dos Botelhos de Nossa Senhora da Vida. Foi gerido por Adolfo Hermínio Botelho até 10 de Abril de 1962, data do seu falecimento e depois por António dos Santos Figueira durante cerca de quatro décadas.
A partir da década de 1980 foi sendo progressivamente desativado, tendo mantido apenas os tradicionais bailes de Carnaval, até vir a ser definitivamente encerrado devido ao avançado estado de degradação das suas instalações.
No ano de 2002 o imóvel foi adquirido pela Câmara Municipal de Ponta Delgada, tendo sofrido extensa intervenção de conservação e restauro no ano de 2004, vindo a ser reaberto ao público em 30 de janeiro de 2005.
Desde 2007 abriga um pólo museológico temático sobre a história da instituição, na galeria da sala de espectáculos.

## Características
As suas novas instalações permitem acolher os mais variados tipos de eventos, desde espetáculos em auditório convencional a espetáculos em arena de circo, passando pelos formatos de café-concerto, concerto rock, banquete, casino, congressos, feiras e bailes.